# 파고 (드라마)
《파고》(영어: Fargo)는 2014년부터 방영중인 텔레비전 드라마로, 1996년 동명 영화를 원작으로 한다.